# حرشف السمك

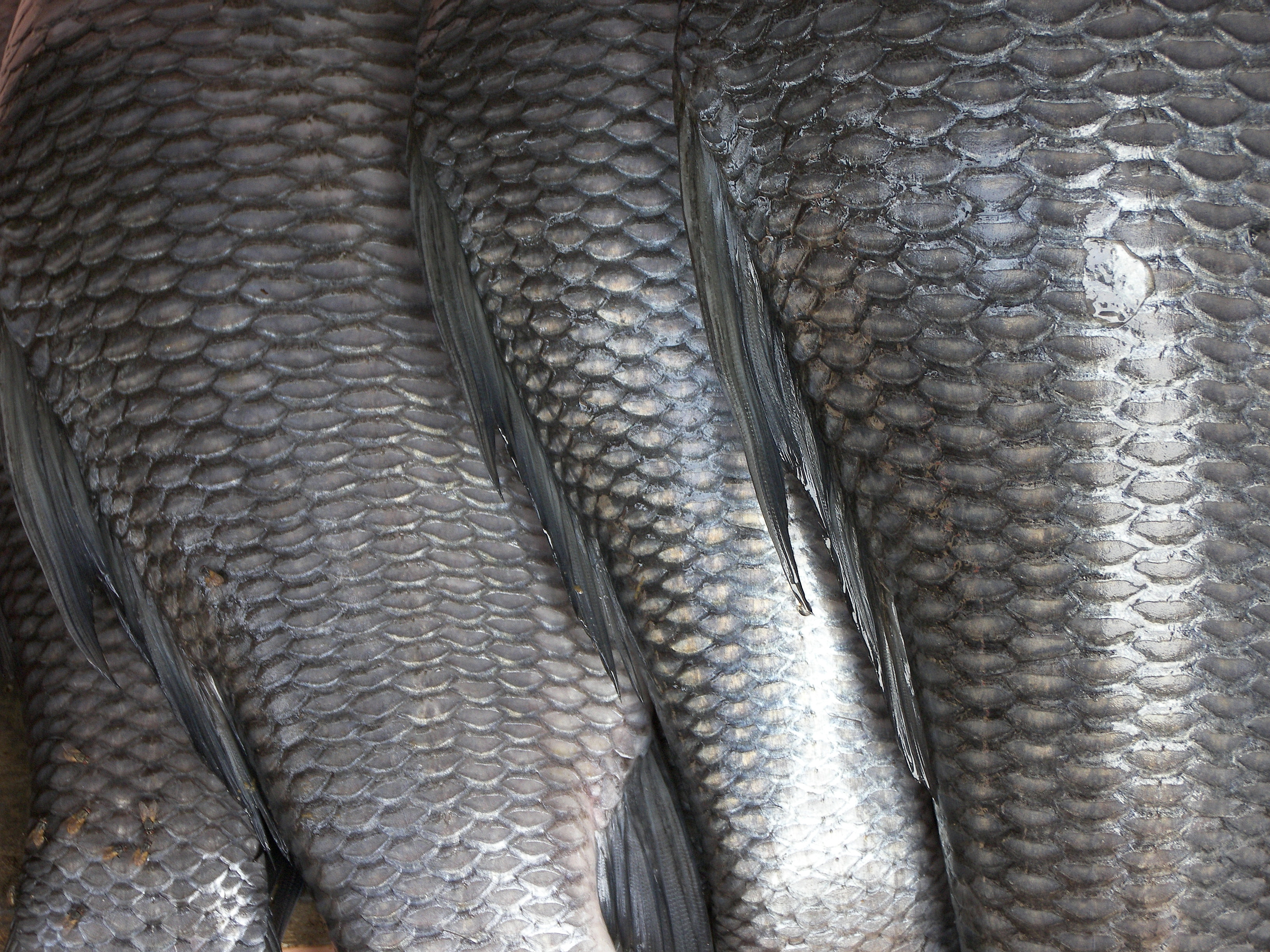
حراشف دائرية تغطي سمكة الرهيطة (عظميات)

حرشف السمك وجمعًا حراشف أو فلوس السمك طبقة صلبة صغيرة تنمو من جلد السمكة. ومعظم جلد الأسماك مغطى بهذه الحراشف الواقية، والتي يمكن أن توفر لها أيضا تمويها فعالا من خلال استخدام الانعكاس والتلوين، بالإضافة إلى ميزة الهيدروديناميكية. وتُسمَّى عملية انتزاع الحراشف: حَرْشَفَة.